# Heterolepidoderma brevituberculatum
Heterolepidoderma brevituberculatum är en djurart som tillhör fylumet bukhårsdjur, och som beskrevs av Kisielewski 1981. Heterolepidoderma brevituberculatum ingår i släktet Heterolepidoderma och familjen Chaetonotidae. Inga underarter finns listade i Catalogue of Life.